# Imagem de Jesus Misericordioso

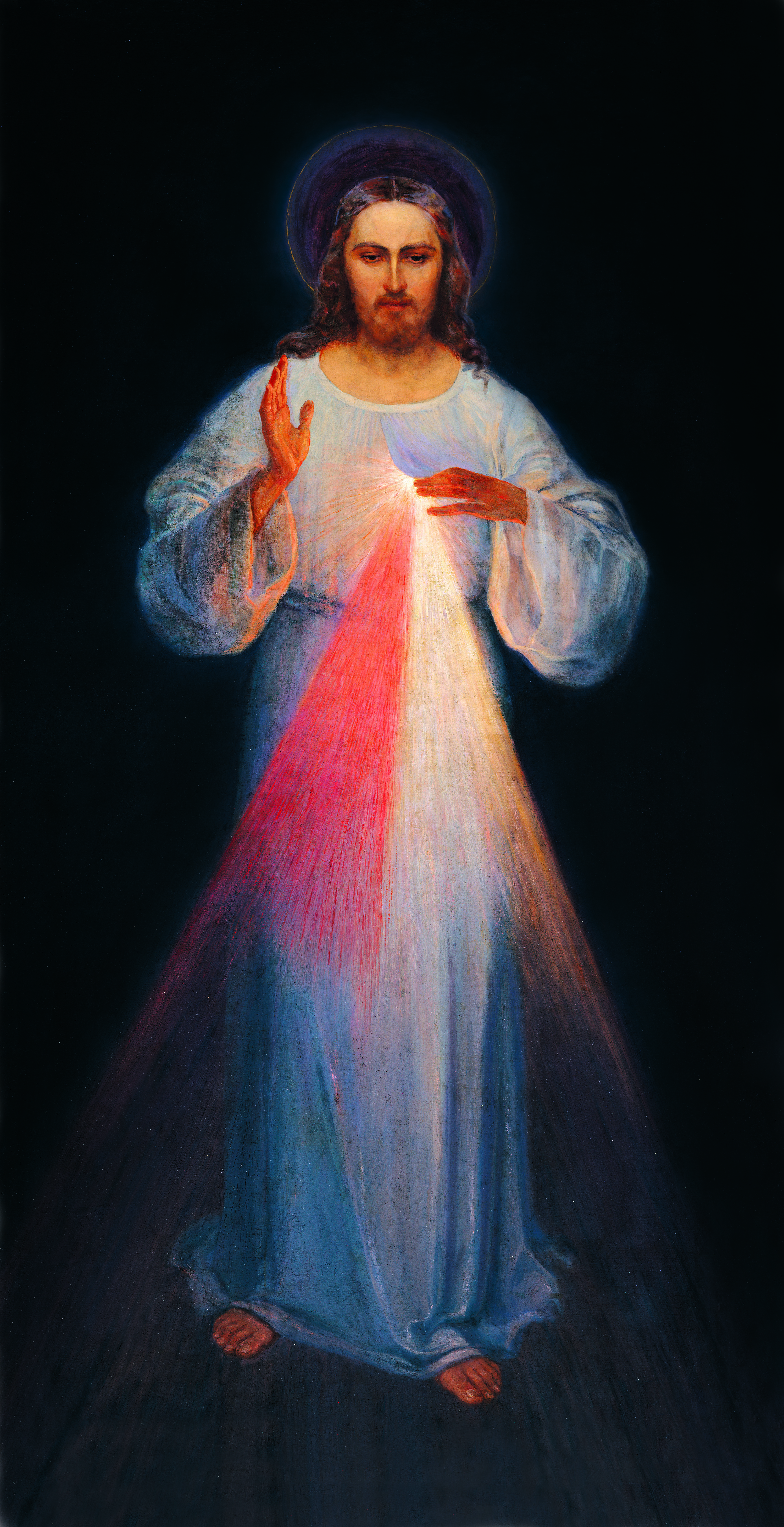
A primeira pintura (quadro) com a imagem de Jesus Misericordioso (em Vilnius)

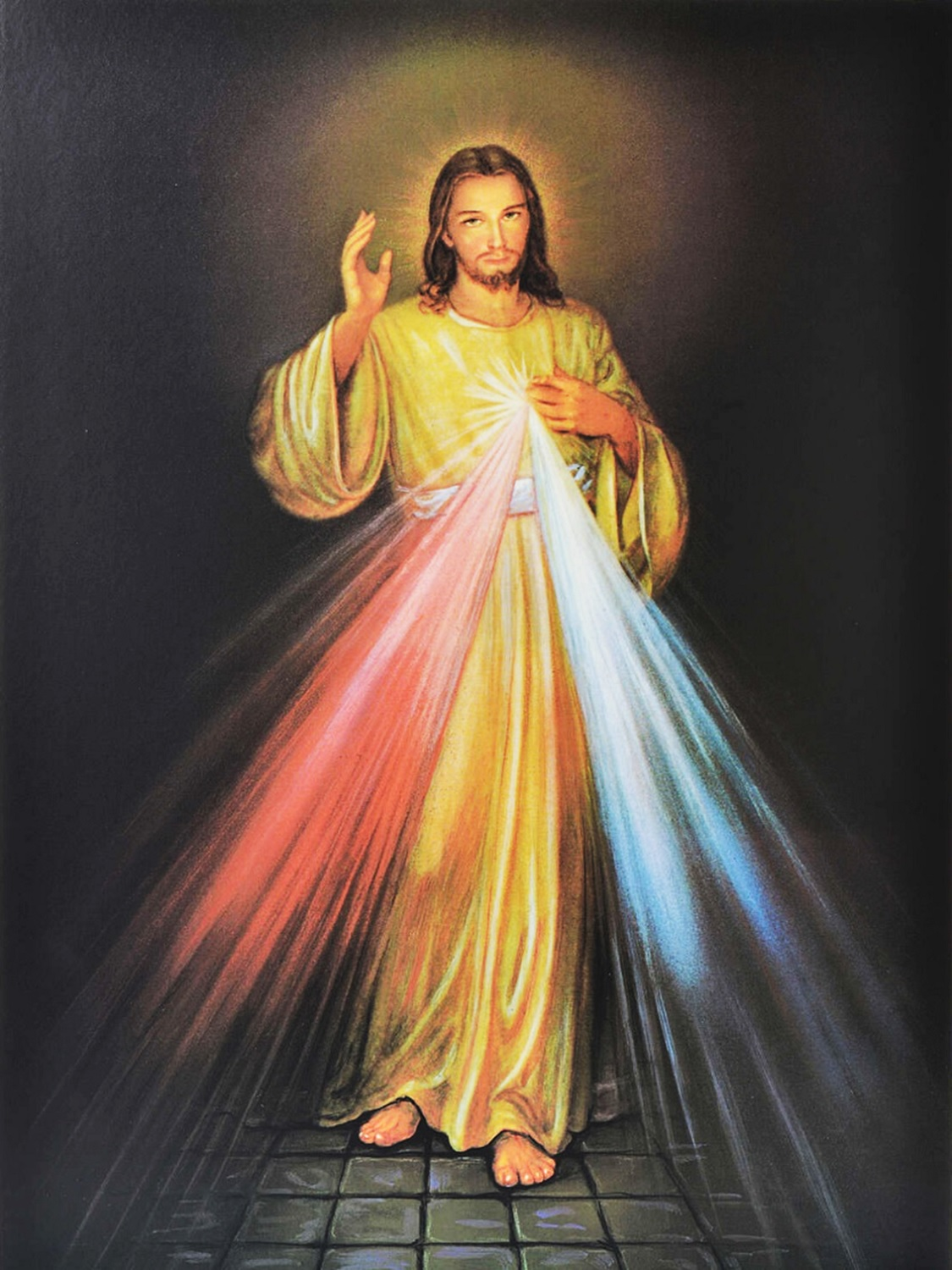
A imagem de Jesus Misericordioso que se popularizou mundialmente.

A Imagem de Jesus Misericordioso é um quadro cuja pintura representa a Divina Misericórdia.
No ano de 1931, Jesus Cristo apareceu a Santa Faustina Kowalska em Płock, na Polónia, e lhe pediu:
Pinta uma imagem de acordo como modelo que estás vendo, com a inscrição: Jesus, eu confio em Vós. Desejo que esta imagem seja venerada, primeiramente, na vossa capela e, depois, no mundo inteiro. Prometo que a alma que venerar esta imagem não perecerá. Prometo também, já aqui na Terra, a vitória sobre os inimigos e, especialmente, na hora da morte.— Diário 48
Os dois raios representam o Sangue e a Água: o raio pálido significa a Água que justifica as almas; o raio vermelho significa o Sangue que é a vida das almas. Ambos os raios jorraram das entranhas da Minha Misericórdia, quando na Cruz, o Meu Coração agonizante foi aberto pela lança.— Diario 299
O quadro original foi pintado por Eugeniusz Kazimirowski, em Vilnius, no ano 1934. A versão mais popular, feita por Adolf Hyła, está em Cracóvia-Łagiewniki.